# Candle in the Wind 1997
«Candle in the Wind 1997», или «Goodbye England’s Rose», — сингл певца Элтона Джона, посвящённый принцессе Диане, погибшей в 1997 году. Является ремейком Candle in the Wind 1973 года, посвящённой, в свою очередь, Мэрилин Монро.
Сингл возглавил хит-парады по всему миру: вскоре после выпуска в сентябре 1997 года композиция заняла первое место в британском чарте, став четвёртым синглом Элтона Джона, достигшим первой строчки хит-парада. Сингл также является самым продаваемым за всю историю существования британских чартов.
В 2007 году «Candle in the Wind 1997» попал в Книгу рекордов Гиннесса как самый продаваемый сингл за всю историю музыки.
По данным на 2012 год, «Candle in the Wind 1997» — самая коммерчески успешная песня Элтона Джона.

## История песни
31 августа 1997 года принцесса Диана погибла в автокатастрофе. Эта смерть потрясла весь мир, в том числе и Элтона Джона, который был её хорошим другом. За несколько недель до этой трагедии Джон потерял ещё одного хорошего друга, дизайнера моды Джанни Версаче.
После этих потерь Джон погрузился в глубокую депрессию, и решил не участвовать в похоронах Дианы. Однако позднее он изменил своё решение.
Чтобы справиться с горем, певец решил воздать должное принцессе. С этой целью он обратился к своему прежнему соавтору Берни Топину с просьбой переписать стихи песни 1973 года, «Candle in the Wind» в честь Дианы, что Топин и сделал. В роли продюсера выступил Джордж Мартин. Аккомпанемент был обогащён струнным квартетом и деревянными духовыми инструментами. Песня была записана Джоном и Мартином в студии «Townhouse Studios» в западной части Лондона.
Певец исполнил композицию на публике один раз, на похоронах принцессы Дианы в Вестминстерском аббатстве 6 сентября 1997 года. Он никогда не поддавался на уговоры исполнить песню ещё раз, хотя оригинальную версию песни 1973 года можно услышать на его концертах. Джон не исполнял её даже на концерте в честь принцессы в июле 2007 и поклялся не исполнять её иначе как по просьбе её сыновей.

## Коммерческий успех
Успех сингла был предсказуем, отчасти из-за посвящения принцессе Диане. «Candle in the Wind» стал самым быстро раскупленным синглом в истории Соединённого Королевства. В первый день было продано 658 000 копий, а за первую неделю — более полутора миллионов. В течение пяти недель сингл продержался на первой строчке хит-парадов. Всего в Великобритании продажи составили около 4,86 миллиона экземпляров, что превзошло предыдущий рекорд, установленный Band Aid с песней «Do They Know It’s Christmas?».
Аналогичный успех сингл имел и в Соединённых Штатах. Там сингл был выпущен 22 сентября 1997 года и занял первое место в Billboard Hot 100. В первую неделю было продано 3,5 миллиона копий. Сингл продержался на вершинах хит-парадов в течение 14-ти недель, установив рекорд для исполнителей-солистов мужского пола. В Соединённых Штатах продажи составили более 11 миллионов экземпляров.
Относительно того, можно ли назвать сингл самым успешно продаваемым в истории не существует полной ясности. Когда был выпущен главный соперник — «White Christmas» Бинга Кросби ещё не применялись чарты современного типа, поэтому историки музыки не располагают полными данными относительно продаж сингла Бинга Кросби. По оценке Книги рекордов Гиннесса было продано по крайней мере 50 миллионов копий «White Christmas», в то время как «Candle in the Wind» — 33 миллиона. Таким образом, наиболее продаваемым синглом в истории является «White Christmas» Бинга Кросби.
В Канаде «Candle in the Wind 1997» три года продержался в первой двадцатке, 46 недель на первом месте (с перерывами).  В Германии, песня заняла восьмое место в списке самых продаваемых синглов.
По различным оценкам, во время пика продаж, каждую секунду в мире покупали шесть копий сингла. В Великобритании за первые сутки после релиза было продано более 650 тысяч экземпляров, что сделало песню самой быстропродаваемой в истории.
Отчисления с продаж были переданы Мемориальному фонду принцессы Дианы.
Песня была отмечена премией «Грэмми» в номинации Лучшее мужское вокальное поп-исполнение.
| Chart (1997)                               | Peak position |
| ------------------------------------------ | ------------- |
| Australian ARIA Singles Chart              | 1             |
| Austrian Singles Chart                     | 1             |
| Belgian Flanders Ultratop 50 Singles Chart | 1             |
| Belgian Wallonia Ultratop 40 Singles Chart | 1             |
| Canadian Singles Chart                     | 1             |
| Dutch Top 40                               | 1             |
| Finnish Singles Chart                      | 1             |
| French SNEP Singles Chart                  | 1             |
| German Singles Chart                       | 1             |
| Irish Singles Chart                        | 1             |
| Italian FIMI Singles Chart                 | 1             |
| Japanese Oricon Singles Chart              | 1             |
| New Zealand RIANZ Singles Chart            | 1             |
| Norwegian VG-lista Singles Chart           | 1             |
| Swedish Singles Chart                      | 1             |
| Swiss Singles Chart                        | 1             |
| UK Singles Chart                           | 1             |
| US Billboard Hot 100                       | 1             |

| Чарт (1997)          | Место |
| -------------------- | ----- |
| US Billboard Hot 100 | 1     |
| Чарт (1998)          | Место |
| US Billboard Hot 100 | 8     |

| Чарт (1990—1999)       | Место |
| ---------------------- | ----- |
| U.S. Billboard Hot 100 | 5     |

| Страна                         | Статус                   |
| ------------------------------ | ------------------------ |
| Австралия (ARIA)               | 14× Платиновый           |
| Австрия (IFPI)                 | 6× Платиновый            |
| Бразилия (ABPD)                | Платиновый               |
| Канада (CRIA)                  | Бриллиантовый            |
| Финляндия                      | 5× Платиновый            |
| Франция (SNEP)                 | Бриллиантовый            |
| Германия (BVMI)                | 9× Платиновый            |
| Япония (Oricon)                | 2× Платиновый            |
| Мексика (AMPROFON)             | Золотой                  |
| Королевство Нидерландов (NVPI) | 6× Платиновый            |
| Новая Зеландия (RIANZ)         | 15× Платиновый           |
| Норвегия                       | 8× Платиновый            |
| Испания (PROMUSICAE)           | 9× Платиновый            |
| Швейцария (IFPI)               | 9× Платиновый            |
| Великобритания (BPI)           | 9× Платиновый            |
| США (RIAA)                     | 11× Платиновый (Diamond) |